# EFL Trophy

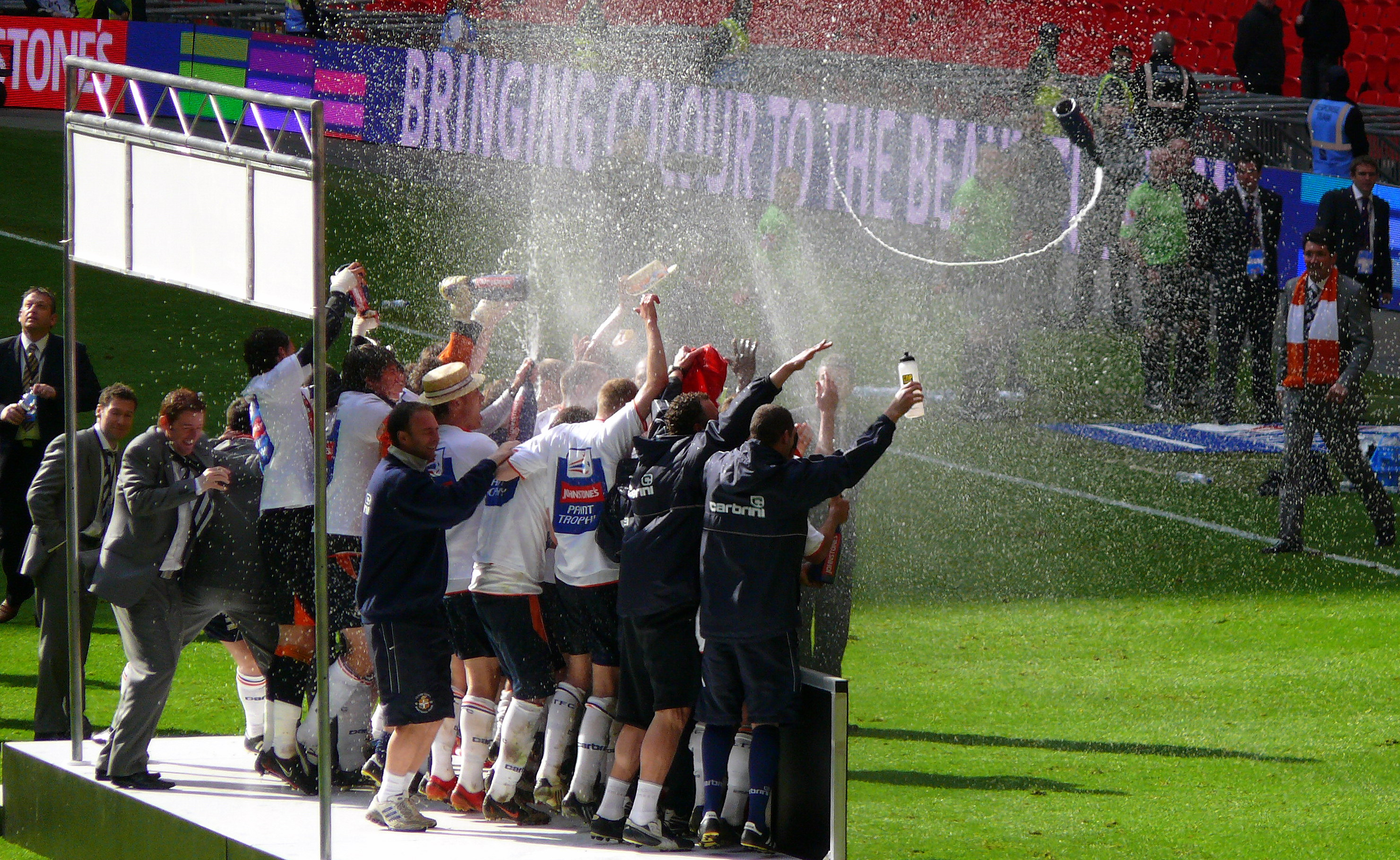
Luton Town Pokalgewinner der Saison 2008/09

Die EFL Trophy (bis 2016 Football League Trophy) ist ein Pokalwettbewerb im englischen Fußball und wird zwischen den Vereinen der untersten beiden Ligen der English Football League ausgespielt. Die offizielle Bezeichnung des Wettbewerbs änderte sich aufgrund von Hauptsponsorenwechseln häufig. Im allgemeinen Sprachgebrauch wird auch häufig der Name Associate Members’ Cup benutzt, obwohl dieser auf die veraltete und nicht mehr vorhandene Unterscheidung zwischen Vollmitgliedern und Partnern der Football League hinweist.
Rekordsieger ist Bristol City mit drei Erfolgen. Die meisten Finalteilnahmen (6) kann Carlisle United vorweisen (zwei Siege, vier Niederlagen).
Aktuell treten in der EFL Trophy alle Vereine der Football League One und der Football League Two sowie ausgewählte eingeladene Vereine aus der Nationwide Conference an und spielen im K.-o.-System in einfachen Spielen in einer nördlichen und südlichen Region ihren Gewinner aus. Die beiden Regionengewinner treten dann traditionell im Wembley-Stadion gegeneinander an, um den Pokalsieger zu ermitteln. Aufgrund des zwischenzeitlichen Umbaus des Wembley-Stadions fanden die Endspiele zwischen 2001 und 2006 im Millennium Stadium – im walisischen Cardiff gelegen – statt.
Der Wettbewerb für Vereine der Third Division und Fourth Division, wie die Ligen noch bis 1992 bezeichnet wurden, hat seinen Ursprung in der Saison 1983/84. Zuvor wurden einige Versuche unternommen, den Wegfall des Anglo-Scottish Cups im Jahr 1981 zu kompensieren. In der sich anschließenden Football League Group Trophy gewann 1982 Grimsby Town daheim im Finale gegen den FC Wimbledon im Blundell Park und 1983 der FC Millwall in einem Auswärtsspiel gegen Lincoln City im Stadion Sincil Bank.
Das grundsätzliche Problem in dem Wettbewerb, an dem prinzipiell 48 Vereine teilnehmen, bestand stets in der ungünstigen Anzahl, da man von den 2er-Potenzen 32 und 64 deutlich entfernt ist. Um dies zu lösen, wurden zunächst in der ersten Runde Gruppen aus drei Mannschaften gebildet, die alle gegeneinander spielten. Eine weitere Option war das Vergeben von Freilosen für ranghöhere Vereine in die zweite Runde. Auch das Aufstocken der zusätzlichen Einladungen für Vereine aus dem Amateurbereich von acht auf zwölf Vereine (anstatt der benötigten 16 Klubs) hat das Problem noch nicht vollständig gelöst. Zurzeit haben jeweils zwei Vereine aus den beiden Regionen in der ersten Runde ein Freilos.
Der Wettbewerb wird von vielen Vereinen nicht als sehr wichtig eingestuft, was zur Folge hat, dass häufig höherklassigere gegen schwächere Vereine verlieren, vor allem in den ersten Runden. Auch die Anhänger der Vereine verweigern häufig der EFL Trophy ihre Aufmerksamkeit, so dass die Zuschauerzahlen häufig unterdurchschnittlich sind. Beispielsweise wohnten im November 2005 einem Spiel von Peterborough United gegen Swindon Town lediglich 969 Zuschauer bei (wobei der Durchschnitt bei zirka 4500 liegt).
Der Pokalwettbewerb erhielt in der öffentlichen Anerkennung im März 2006 einen weiteren Rückschlag und entwickelte sich gar zu einer Farce, als sich das Unternehmen LDV Limited als Sponsor zurückzog und somit feststand, dass keinem der beiden Finalteilnehmern ein Preisgeld ausgezahlt werde. Auf der Website von LDV wurde jedoch bis zum Mai des Jahres weiterhin mit dem Wettbewerb geworben. Das Endspiel fand dann unter dem einfachen Titel „Football League Trophy“ statt und dort verkündete die Football League, dass man nach einem neuen Sponsor suche. Im Mai 2006 stellte die Football League Johnstone’s Paint als künftigen Partner vor, der den Wettbewerb finanziell unterstützte und als neuer Namensgeber fungierte.
Seit der Namensänderung der Football League in English Football League (EFL) im Jahr 2016 hat sich auch bei der Trophy ein neuer Sponsor gefunden. Der Name wurde in Checkatrade Trophy geändert. Nach einem erneuten Sponsorenwechsel wurde der Wettbewerb von 2019 bis Oktober 2020 unter dem Namen "Leasing.com Trophy" ausgetragen.
Im Oktober 2020 wurde ein neuer Sponsorenvertrag mit Papa John's Pizzalieferdienst unterzeichnet, sodass der Wettbewerb mit sofortiger Wirkung zur Papa John's Trophy wurde.

## Sponsorenbezeichnungen

Altes Logo der EFL Trophy unter dem damaligen Hauptsponsor

- Associate Members’ Cup (1983–1984)
- Freight Rover Trophy (1984–1987)
- Sherpa Van Trophy (1987–1989)
- Leyland DAF Cup (1989–1991)
- Autoglass Trophy (1991–1994)
- Auto Windscreens Shield (1994–2000)
- LDV Vans Trophy (2000–2006)
- Johnstone’s Paint Trophy (2006–2016)
- Checkatrade Trophy (2016–2019)
- Leasing.com Trophy (2019–2020)
- Papa John's Trophy (2020–2023)
- Bristol Street Motors Trophy (2023–2024)
- Vertu Trophy (seit 2024)

## Gewinner der EFL Trophy
| Saison    | Pokalsieger             | Gegner im Finale  | Finalergebnis        |
| --------- | ----------------------- | ----------------- | -------------------- |
| 1983/84   | AFC Bournemouth         | Hull City         | 2:1                  |
| 1984/85   | Wigan Athletic          | FC Brentford      | 3:1                  |
| 1985/86   | Bristol City            | Bolton Wanderers  | 3:0                  |
| 1986/87   | Mansfield Town          | Bristol City      | 1:1 n. V., 4:3 i. E. |
| 1987/88   | Wolverhampton Wanderers | FC Burnley        | 2:0                  |
| 1988/89   | Bolton Wanderers        | Torquay United    | 4:1                  |
| 1989/90   | Tranmere Rovers         | Bristol Rovers    | 2:1                  |
| 1990/91   | Birmingham City         | Tranmere Rovers   | 3:2                  |
| 1991/92   | Stoke City              | Stockport County  | 1:0                  |
| 1992/93   | Port Vale               | Stockport County  | 2:1                  |
| 1993/94   | Swansea City            | Huddersfield Town | 1:1 n. V., 3:1 i. E. |
| 1994/95   | Birmingham City         | Carlisle United   | 1:0 n. V.            |
| 1995/96   | Rotherham United        | Shrewsbury Town   | 2:1                  |
| 1996/97   | Carlisle United         | Colchester United | 0:0 n. V., 4:3 i. E. |
| 1997/98   | Grimsby Town            | AFC Bournemouth   | 2:1 n. V.            |
| 1998/99   | Wigan Athletic          | FC Millwall       | 1:0                  |
| 1999/00   | Stoke City              | Bristol City      | 2:1                  |
| 2000/01   | Port Vale               | FC Brentford      | 2:1                  |
| 2001/02   | FC Blackpool            | Cambridge United  | 4:1                  |
| 2002/03   | Bristol City            | Carlisle United   | 2:0                  |
| 2003/04   | FC Blackpool            | Southend United   | 2:0                  |
| 2004/05   | AFC Wrexham             | Southend United   | 2:0 n. V.            |
| 2005/06   | Swansea City            | Carlisle United   | 2:1                  |
| 2006/07   | Doncaster Rovers        | Bristol Rovers    | 3:2 n. V.            |
| 2007/08   | Milton Keynes Dons      | Grimsby Town      | 2:0                  |
| 2008/09   | Luton Town              | Scunthorpe United | 3:2 n. V.            |
| 2009/10   | FC Southampton          | Carlisle United   | 4:1                  |
| 2010/11   | Carlisle United         | FC Brentford      | 1:0                  |
| 2011/12   | FC Chesterfield         | Swindon Town      | 2:0                  |
| 2012/13   | Crewe Alexandra         | Southend United   | 2:0                  |
| 2013/14   | Peterborough United     | FC Chesterfield   | 3:1                  |
| 2014/15   | Bristol City            | FC Walsall        | 2:0                  |
| 2015/16   | FC Barnsley             | Oxford United     | 3:2                  |
| 2016/17   | Coventry City           | Oxford United     | 2:1                  |
| 2017/18   | Lincoln City            | Shrewsbury Town   | 1:0                  |
| 2018/19   | FC Portsmouth           | AFC Sunderland    | 2:2 n. V., 5:4 i. E. |
| 2019/20 1 | Salford City            | FC Portsmouth     | 0:0 n. V., 4:2 i. E. |
| 2020/21   | AFC Sunderland          | Tranmere Rovers   | 1:0                  |
| 2021/22   | Rotherham United        | Sutton United     | 4:2 n. V.            |
| 2022/23   | Bolton Wanderers        | Plymouth Argyle   | 4:0                  |
| 2023/24   | Peterborough United     | Wycombe Wanderers | 2:1                  |
| 2024/25   | Peterborough United     | Birmingham City   | 2:0                  |